# Oblates du Saint-Esprit
Les Oblates du Saint-Esprit ou institut Sainte-Zita (en latin Oblatarum spiritus sancti, sororum a sancta Zita) est une congrégation religieuse féminine enseignante de droit pontifical.

## Histoire
En 1866, la bienheureuse Hélène Guerra (1835-1914) ressent le besoin de se consacrer à la propagation de la dévotion au Saint-Esprit. Le 9 décembre 1872, elle ouvre à Lucques une école pour filles dédiée à sainte Zita, patronne de la ville. Gemma Galgani sera une de ses élèves.
De l'école naît une congrégation religieuse ; le 4 novembre 1882, Hélène et cinq compagnes prononcent leur vœux avec l'approbation de Nicola Ghilardi, archevêque de Lucques. Le 18 octobre 1897, la fondatrice est reçue par le pape Léon XIII, qui encourage son travail et lui permet de changer le nom de la congrégation en Oblates du Saint-Esprit.
L'institut reçoit le décret de louange le 6 mars 1911.

## Activités et diffusion
Les Oblates du Saint-Esprit se consacrent à l'éducation de la jeunesse et l'apostolat par la presse.
Elles sont présentes en:
- Europe : Italie.
- Amérique : Canada[6].
- Afrique : Cameroun, Rwanda[7].
- Asie : Philippines.

En 2017, la congrégation comptait 214 sœurs dans 36 maisons.